# Santiago Colombatto
Santiago Colombatto, né le 17 janvier 1997 à Ucacha en Argentine, est un footballeur argentin qui évolue actuellement au poste de milieu défensif avec le club du Real Oviedo, en prêt du Club León.

## Palmarès
Il est champion de Serie B en 2016 avec le Cagliari Calcio.
Il remporte la Leagues Cup en 2021 avec Club León.